# Араваллі
Араваллі (англ. Aravalli Range, гінді अरावली — «ланцюг піків») — гірський хребет на заході Індії, що простягнувся приблизно на 800 км територією штатів Раджастхан, Хар'яна і Гуджарат.
Найбільша висота — 1723 м, пік Ґуру-Шікхар масиву Абу, на південному краю хребта. З хребта стікають численні річки, зокрема Банас, Луні, Сабарматі.